# لامپ ویلیامز
لامپ ویلیامز یا لامپ ویلیامز-کیلبورن (نام‌گذاری شده به افتخار مخترعانش فردی ویلیامز و تام کیلبورن)، ساخته شده در سال‌های ۱۹۴۶ و ۱۹۴۷، یک لامپ پرتو کاتدی بود که به عنوان حافظه رایانه برای ذخیرهٔ داده‌های دودویی الکترونیکی استفاده می‌شد.
این لامپ، اولین دستگاه انبارش دادهٔ حافظه دسترسی تصادفی بود که به‌طور موفق در نسل اول رایانه‌ها کار می‌کرد.

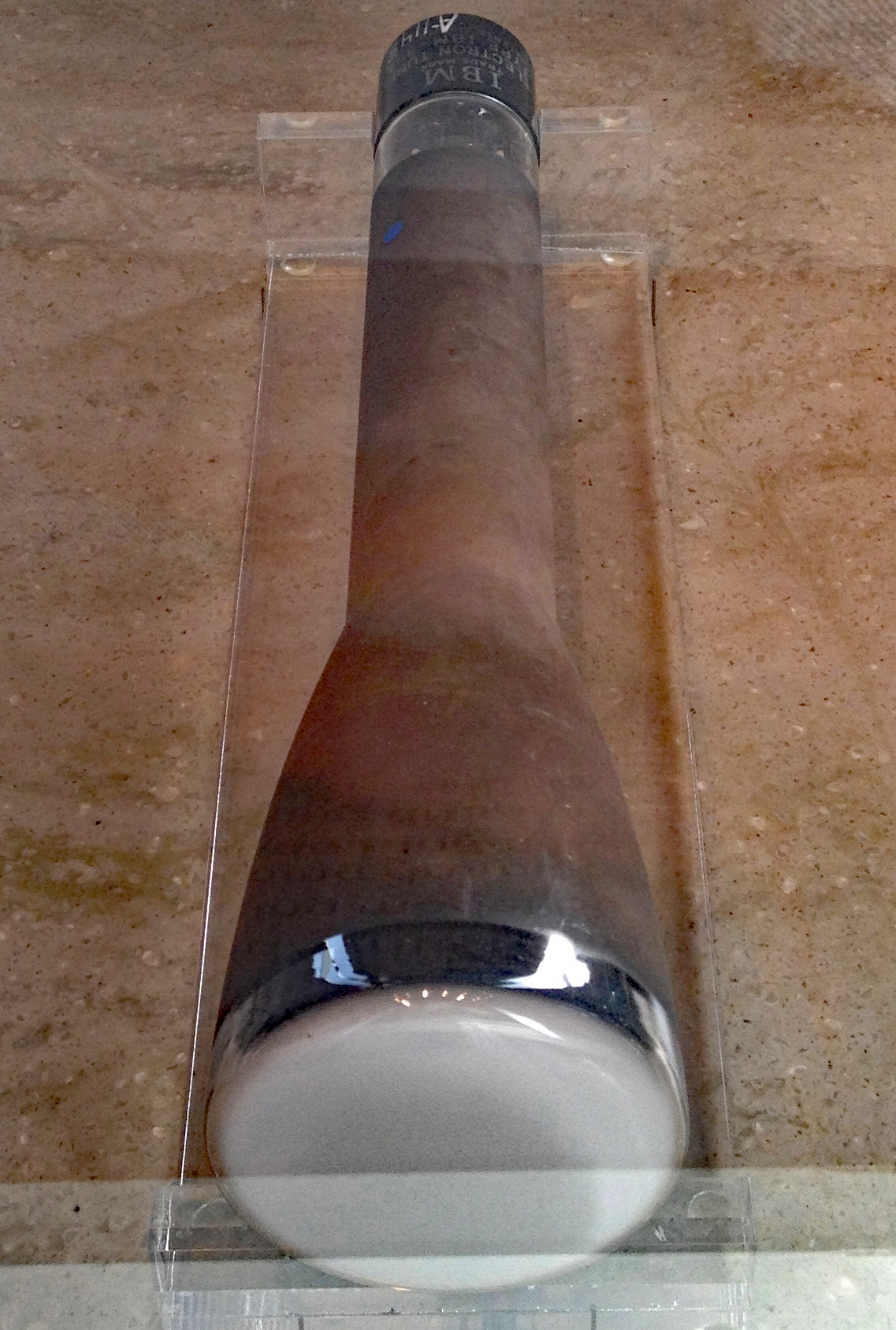
یک لامپ ویلیامز-کیلبورن از یک آی‌بی‌ام ۷۰۱ در موزه تاریخ رایانه، کالیفرنیا